# 恋のスラムダンク
『恋のスラムダンク』（こいのスラムダンク、原題: Just Wright）は、2010年のアメリカ合衆国の恋愛映画。日本ではビデオスルーとなり、2011年4月22日にDVDが発売された。

## キャスト
| 役名                         | 俳優                     | 日本語吹替 |
| ---------------------------- | ------------------------ | ---------- |
| レスリー・ライト＝マクナイト | クィーン・ラティファ     | 高乃麗     |
| スコット・マクナイト         | コモン                   | 東地宏樹   |
| モーガン・アレクサンダー     | ポーラ・パットン         | 魏涼子     |
| ロイド・ライト               | ジェームズ・ピケンズ・Jr | 宝亀克寿   |
| エラ・マクナイト             | フィリシア・ラシャド     | 真山亜子   |
| ジャニス・ライト             | パム・グリア             |            |
| マーク・マシューズ           | ラズ・アロンソ           |            |
| ネルソン・カスピアン         | マイケル・ランデス       |            |
| 本人役                       | ドウェイン・ウェイド     | 堂坂晃三   |
| 本人役                       | ドワイト・ハワード       | 田村健亮   |
| 本人役                       | ラシャード・ルイス       |            |
| 本人役                       | クリス・ポール           |            |
| 本人役                       | レイジョン・ロンド       |            |
| 本人役                       | ボビー・シモンズ         |            |
| 本人役                       | エルトン・ブランド       |            |
| 本人役                       | ジェイレン・ローズ       |            |
| 本人役                       | レブロン・ジェームズ     |            |
| 本人役                       | ジョン・レジェンド       |            |
|                              | カーメロ・アンソニー     |            |

- その他の日本語吹き替え：斉藤次郎／志村知幸／谷昌樹／佐藤晴男／三上哲／下田レイ／阿川りょう／宮下典子／松本忍／佳月大人